# Моштаница (Врање)
Моштаница је насељено место града Врања у Пчињском округу. Према попису из 2022. било је 321 становника (према попису из 1991. било је 531 становника).

## Положај села
Село Моштаница лежи у доњем долинском делу Моштаничке Реке, леве притоке Јужне Мораве. Околна насеља су: Осатица, Струганица, Мазарић, Бресница и др. Југоисточно од Моштанице је ниже земљиште подесно за њиве. Паша и шуме са на вишем земљишту северо-западно од села. Од самог Града Врања село је удаљено 18 км, а до Врањске Бање долази се веома брзо јер је раздаљина неких 5,4 км.

## Тип села
Због свог положаја у долини, село припада збијеном типу села и издужено је од северо-запада према југо-истоку. У Моштаници се разликују следећи крајеви: Горња, Средњаа и Доња Махала.

## Демографија
У насељу Моштаница живи 355 пунолетних становника, а просечна старост становништва износи 44,9 година (42,8 код мушкараца и 46,9 код жена). У насељу има 137 домаћинстава, а просечан број чланова по домаћинству је 3,23.
Ово насеље је великим делом насељено Србима (према попису из 2002. године), а у последња три пописа, примећен је пад у броју становника.
|  |

| Демографија | Демографија | Демографија |
| Година      | Становника  | Становника  |
| ----------- | ----------- | ----------- |
| 1948.       | 895         |             |
| 1953.       | 936         |             |
| 1961.       | 903         |             |
| 1971.       | 719         |             |
| 1981.       | 586         |             |
| 1991.       | 531         | 529         |
| 2002.       | 442         | 450         |

| Етнички састав према попису из 2002.‍ | Етнички састав према попису из 2002.‍ | Етнички састав према попису из 2002.‍ | Етнички састав према попису из 2002.‍ | Етнички састав према попису из 2002.‍ |
| ------------------------------------ | ------------------------------------ | ------------------------------------ | ------------------------------------ | ------------------------------------ |
|                                      |                                      |                                      |                                      |                                      |
| Срби                                 | Срби                                 |                                      | 440                                  | 99,54%                               |
| непознато                            | непознато                            |                                      | 1                                    | 0,22%                                |

| Година пописа     | 1948. | 1953. | 1961. | 1971. | 1981. | 1991. | 2002. |
| ----------------- | ----- | ----- | ----- | ----- | ----- | ----- | ----- |
| Број домаћинстава | 157   | 168   | 168   | 175   | 158   | 148   | 137   |

| Број чланова      | 1  | 2  | 3  | 4  | 5  | 6  | 7 | 8 | 9 | 10 и више | Просек |
| ----------------- | -- | -- | -- | -- | -- | -- | - | - | - | --------- | ------ |
| Број домаћинстава | 17 | 43 | 20 | 25 | 15 | 15 | 2 | 0 | 0 | 0         | 3,23   |

| Пол    | Укупно | Неожењен/Неудата | Ожењен/Удата | Удовац/Удовица | Разведен/Разведена | Непознато |
| ------ | ------ | ---------------- | ------------ | -------------- | ------------------ | --------- |
| Мушки  | 186    | 51               | 126          | 9              | 0                  | 0         |
| Женски | 195    | 31               | 126          | 38             | 0                  | 0         |
| УКУПНО | 381    | 82               | 252          | 47             | 0                  | 0         |

| Пол    | Укупно                    | Пољопривреда, лов и шумарство | Рибарство                            | Вађење руде и камена | Прерађивачка индустрија       |
| ------ | ------------------------- | ----------------------------- | ------------------------------------ | -------------------- | ----------------------------- |
| Мушки  | 116                       | 39                            | 0                                    | 1                    | 38                            |
| Женски | 109                       | 59                            | 0                                    | 0                    | 29                            |
| УКУПНО | 225                       | 98                            | 0                                    | 1                    | 67                            |
| Пол    | Производња и снабдевање   | Грађевинарство                | Трговина                             | Хотели и ресторани   | Саобраћај, складиштење и везе |
| Мушки  | 1                         | 2                             | 3                                    | 1                    | 5                             |
| Женски | 0                         | 0                             | 6                                    | 1                    | 0                             |
| УКУПНО | 1                         | 2                             | 9                                    | 2                    | 5                             |
| Пол    | Финансијско посредовање   | Некретнине                    | Државна управа и одбрана             | Образовање           | Здравствени и социјални рад   |
| Мушки  | 0                         | 0                             | 6                                    | 3                    | 3                             |
| Женски | 2                         | 0                             | 0                                    | 3                    | 5                             |
| УКУПНО | 2                         | 0                             | 6                                    | 6                    | 8                             |
| Пол    | Остале услужне активности | Приватна домаћинства          | Екстериторијалне организације и тела | Непознато            | Непознато                     |
| Мушки  | 1                         | 0                             | 0                                    | 13                   | 13                            |
| Женски | 0                         | 0                             | 0                                    | 4                    | 4                             |
| УКУПНО | 1                         | 0                             | 0                                    | 17                   | 17                            |